# Kostas Konstantinidis
Konstantinos "Kostas" Konstantinidis (Schorndorf, Alemania Federal, 31 de agosto de 1972) es un ex-futbolista griego de origen alemán.

## Clubes
| Club                   | País       | Año         | Partidos | Goles |
| Pierikos FC            | Grecia     | 1991 - 1994 | 84       | 5     |
| OFI Creta              | Grecia     | 1994 - 1997 | 65       | 7     |
| Panathinaikos FC       | Grecia     | 1997 - 1999 | 60       | 7     |
| Hertha BSC             | Alemania   | 1999 - 2002 | 48       | 2     |
| Bolton Wanderers       | Inglaterra | 2002        | 3        | 0     |
| Hannover 96            | Alemania   | 2002 - 2004 | 43       | 3     |
| 1. FC Colonia          | Alemania   | 2004 - 2005 | 14       | 1     |
| OFI Creta              | Grecia     | 2006 - 2007 | 35       | 1     |
| Nea Salamina Famagusta | Chipre     | 2007 - 2008 | 6        | 0     |

- Datos: Q322157